# 28 novembre
Pour les articles homonymes, voir Vingt-Huit-Novembre.
28 octobre 28 décembre
Chronologies thématiques
- Croisades
- Ferroviaires
- Sports
- Disney
- Anarchisme
- Catholicisme

Abréviations / Voir aussi
- (° 1852) = né en 1852
- († 1885) = mort en 1885
- a.s. = calendrier julien
- n.s. = calendrier grégorien
- Calendrier
- Calendrier perpétuel
- Liste de calendriers
- Naissances du jour

Le 28 novembre est le 332e jour de l'année du calendrier grégorien, 333e lorsqu'elle est bissextile (il en reste ensuite 33).
C'était généralement l'équivalent du 8 frimaire du calendrier républicain  ou révolutionnaire français, officiellement dénommé jour du miel.

## Événements

### VIesiècle
- 587 : traité d'Andelot.

### XVIesiècle
- 1520 : l'expédition de Fernand de Magellan termine la traversée de ce qui deviendra le détroit de Magellan, et entre ainsi dans l'océan Pacifique.

### XVIIesiècle
- 1627 : bataille d'Oliwa.
- 1666 : victoire du gouvernement sur les Covenantaires, à la bataille de Rullion Green.

### XVIIIesiècle
- 1795 : bataille de la Vieuville, pendant la Chouannerie.

### XIXesiècle
- 1809 : bataille d'Alba de Tormes.
- 1862 : bataille de Cane Hill, pendant la guerre de Sécession.
- 1870 : bataille de Beaune-la-Rolande.
- 1893 : élections législatives néo-zélandaises, pour les « Européens » et descendants d'Européens, où les femmes votent pour la première fois.
- 1899 : bataille de Modder River, pendant la seconde guerre des Boers.

### XXesiècle
- 1905 : naissance du parti irlandais Sinn Féin.
- 1912 : indépendance de l'Albanie.
- 1918 :
  - abdication officielle du Kaiser Guillaume II.
  - Début de la guerre d'indépendance de l'Estonie.
- 1943 : ouverture de la Conférence de Téhéran.
- 1960 : indépendance de la Mauritanie.
- 1966 : proclamation de la république au Burundi.
- 1975 : indépendance du Timor oriental vis-à-vis du Portugal post-révolution des œillets.
- 1980 : lancement de l'opération Morvarid, pendant la guerre Iran-Irak.
- 1981 : première des apparitions mariales de Kibeho au Rwanda, reconnues comme authentiques par l'Église catholique en 2001[1],[2].
- 1990 : à Singapour, démission du Premier ministre Lee Kuan Yew, en poste depuis 1959.

### XXIesiècle
- 2010 : 
  - élections régionales en Catalogne.
  - Élections législatives en Moldavie.
- 2011 : élection présidentielle en République démocratique du Congo.
- 2018 : en Géorgie, la diplomate franco-géorgienne Salomé Zourabichvili remporte le second tour de l'élection présidentielle.
- 2020 : au Nigeria, au moins 110 agriculteurs sont massacrés par Boko Haram et par l'État islamique à Koshobe[3].
- 2021 : 
  - en Islande, Katrín Jakobsdóttir forme son deuxième gouvernement de coalition, deux mois après les élections législatives[4].
  - au Honduras, victoire de l'opposition menée par Xiomara Castro aux élections générales[5].
  - au Kirghizistan, victoire des partis présidentiels aux élections législatives[6].

## Arts, culture et religion
- 1956 : sortie en France du film Et Dieu... créa la femme, dans lequel le jeune cinéaste Roger Vadim lance un mythe Bardot international autour de son épouse qui crève l'affiche en sex-symbol tropézien donnant la réplique aux acteurs Jean-Louis Trintignant et Curd Jurgens[7].

## Sciences et techniques
- 1964 : lancement de la sonde spatiale Mariner 4.
- 2013 : la comète C/2012 S1 (ISON) passe au plus proche du soleil (périhélie) et se désintègre.
- 2023 : un Boeing 787 de Virgin Atlantic réussi le premier vol transatlantique avec 100 % de carburant durable d'aviation depuis l'aéroport de Londres-Heathrow jusqu'à l'aéroport international de New York - John-F.-Kennedy[8].

## Économie et société
- 1895 : concours du Chicago Times-Herald, une des premières courses automobiles.
- 1920 : création de la Fédération interalliée des anciens combattants (FIDAC), à Paris, la première organisation internationale des vétérans.
- 1965 : création du Parti communiste du Québec.
- 1972 : exécution de Roger Bontems et Claude Buffet, pour la prise d'otage et l'assassinat de Nicole Comte et Guy Girardot commis en septembre 1971 à Clairvaux, à 5h du matin dans la cour de la prison de la Santé à Paris
- 1979 : un avion touristique s'écrase sur les flancs du mont Erebus, en Antarctique, causant 257 morts[9].
- 1987 : accident du vol 295 South African Airways.
- 2002 : attentats à Mombassa.
- 2016 : accident du Vol 2933 LaMia Airlines, causant la mort de 71 personnes, dont de nombreux membres de l'équipe de football brésilienne de Chapecoense.
- 2018 : le Norvégien Magnus Carlsen conserve son titre de champion du monde d'échecs, face à l'Américain Fabiano Caruana.

- 2023 : en Inde, les sauveteurs parviennent à libérer les 41 travailleurs piégés durant 16 jours dans le chantier d'un tunnel (photo), dans l'Uttarakhand.

## Naissances

### XVesiècle
- 1489 : Marguerite Tudor, reine consort d'Écosse de 1502 à 1513, sœur aînée d'Henri VIII d'Angleterre († 18 octobre 1541).

### XVIIesiècle
- 1628 : John Bunyan, religieux anglais († 31 août 1688).
- 1632 : Jean-Baptiste Lully, compositeur français († 22 mars 1687).
- 1640 : Willem de Vlamingh, navigateur et explorateur flamand († v. 1698).
- 1650 : Jan Palfijn, médecin-chirurgien belge († 21 avril 1730).
- 1681 : Jean Cavalier, chef camisard français († 17 mai 1740).
- 1698 : Charlotta Frölich, écrivaine, scientifique et historienne suédoise († 21 juillet 1770).
- 1700 : Nathaniel Bliss, astronome britannique († 2 septembre 1764).

### XVIIIesiècle
- 1756 : Marie-Madeleine Postel, religieuse fondatrice de la Congrégation des sœurs des Écoles chrétiennes de la Miséricorde († 16 juillet 1846).
- 1757 : William Blake, artiste et poète britannique († 21 août 1827).
- 1772 :
  - Gottfried Hermann, philologue allemand († 31 décembre 1848).
  - Luke Howard, météorologue britannique († 21 mars 1864).
- 1792 : Victor Cousin, philosophe français († 14 janvier 1867).

### XIXesiècle
- 1805 : John Lloyd Stephens, homme politique et archéologue américain († 13 octobre 1852).
- 1810 : William Froude, architecte naval britannique († 4 mai 1879).
- 1820 : Friedrich Engels, philosophe allemand († 5 août 1895).
- 1829 : Anton Rubinstein (Антон Григорьевич Рубинштейн), compositeur et chef d'orchestre russe († 20 novembre 1894).
- 1853 : Helen Magill White, première femme américaine à obtenir un doctorat († 28 octobre 1944).
- 1866 : Henry Bacon, architecte américain († 17 février 1924).
- 1874 : Bombita (Emilio Torres Reina dit), matador espagnol († 19 janvier 1947).
- 1880 : Pierre Rectoran, écrivain français († 10 janvier 1952).
- 1881 : Stefan Zweig, écrivain autrichien († 22 février 1942).
- 1887 : Ernst Röhm, militaire allemand († 2 juillet 1934).
- 1895 : José Iturbi, musicien et chef d'orchestre espagnol († 28 juin 1980).
- 1896 : Józef Koffler, compositeur polonais († 1944).
- 1900 : Léo Lagrange, homme politique français († 9 juin 1940).

### XXesiècle
- 1907 : Alberto Moravia (Alberto Pincherle dit), écrivain italien († 26 septembre 1990).
- 1908 : Claude Lévi-Strauss, philosophe et ethnologue français († 30 octobre 2009).
- 1910 : Bernard Charbonneau, philosophe français († 28 avril 1996).
- 1913 : Mario Nascimbene, compositeur italien († 6 janvier 2002).
- 1916 : Lilian Baels, princesse de Belgique († 7 juin 2002).
- 1923 : Gloria Grahame, actrice américaine († 5 octobre 1981).
- 1924 : 
  - André Falcon, comédien français († 22 juillet 2009).
  - Gaby Triquet, actrice enfant française († 19 mai 2012).
- 1925 : József Bozsik, footballeur hongrois († 31 mai 1978).
- 1927 : Pramod Karan Sethi, chirurgien orthopédique indien († 6 janvier 2008).
- 1928 : 
  - Arthur Okun, économiste américain († 23 mars 1980).
  - Bano Qudsia, romancière et dramaturge pakistanaise († 4 février 2017).
- 1929 :
  - Berry Gordy, producteur musical américain à l'origine du label "Motown" de Detroit.
  - Yves Morin, cardiologue, enseignant et sénateur québécois.
- 1931 :
  - George Ramsay Cook, historien canadien († 14 juillet 2016).
  - Jean-Thomas « Tomi » Ungerer, dessinateur français († 9 février 2019).
- 1932 :
  - Malika Abdullaxoʻjayeva, pathologiste soviétique puis ouzbèke († 26 juin 2018).
  - Leandro « Gato » Barbieri, saxophoniste de jazz et compositeur argentin († 2 avril 2016).
- 1933 : Hope Lange, actrice américaine († 19 décembre 2003).
- 1934 : 
  - Pierre Joxe, homme politique français, plusieurs fois ministre.
  - René Libeer, boxeur français († 13 novembre 2006).
- 1936 :
  - Gary Hart (Gary Warren Hartpenc dit), homme politique américain.
  - Théodore-Adrien Sarr, prélat sénégalais, archevêque de Dakar de 2000 à 2014.
  - Philippe Sollers (Philippe Joyaux dit), écrivain français.
- 1937 : 
  - Françoise Vatel, actrice française († 24 octobre 2005).
  - Nicole-Claude Mathieu, Anthropologue, maître de conférences et féministe matérialiste (†  9 mars 2014).
- 1938 : Michael Ritchie, réalisateur américain († 16 avril 2001).
- 1940 :
  - Bruce Channel (Bruce McMeans dit), chanteur américain.
  - Claude Rault, prélat français.
- 1941 : Laura Antonelli, actrice italienne († 22 juin 2015).
- 1942 : Paul Warfield, joueur américain de football américain.
- 1943 : Randall Stuart « Randy » Newman, musicien américain.
- 1946 : 
  - Joseph « Joe » Dante, Jr., réalisateur américain.
  - Kazuhiro Ninomiya, judoka japonais, champion olympique.
- 1947 : 
  - Michel Berger (Michel Hamburger dit), chanteur français († 2 août 1992).
  - Gustav Hasford, écrivain américain (livre à l'origine du film Full Metal Jacket, † 29 janvier 1993).
- 1949 :
  - Jean-Charles de Castelbajac, styliste français.
  - Alexander Godunov (Александр Борисович Годунов), danseur russe († 18 mai 1995).
  - Florence Moncorgé-Gabin, écrivaine, scripte, scénariste et réalisatrice de films française, fille de l'acteur Jean Gabin.
  - Paul Shaffer, compositeur canadien.
- 1950 :
  - Edward Allen « Ed » Harris, acteur américain.
  - Russell Alan Hulse, physicien américain, prix Nobel de physique en 1993.
- 1953 : 
  - Michael Chertoff, homme politique américain, secrétaire à la Sécurité intérieure de 2005 à 2009.
  - Nadiya Olizarenko, athlète ukrainienne, championne olympique sur 800 m († 18 février 2017).
- 1955 : Adem Jashari, militaire kosovar († 5 mars 1998).
- 1958 :
  - Kriss Akabusi, athlète britannique spécialiste du sprint.
  - Tanya Harford, joueuse de tennis sud-africaine.
  - Urs Räber, skieur alpin suisse.
  - John B. Root (Jean Guilloré dit), pornographe français.
- 1959 :
  - Judd Nelson, acteur américain.
  - Stephen Roche, cycliste irlandais.
- 1960 : John Galliano (Juan Carlos / John Charles Antonio Galliano-Guillén dit), styliste britannique.
- 1961 :
  - Alfonso Cuarón, réalisateur mexicain.
  - Serge Joncour, écrivain français.
- 1962 :
  - Matthew « Matt » Cameron, batteur américain des groupes Soundgarden et Pearl Jam.
  - Jon Stewart (Jonathan Stuart Leibowitz dit), comédien américain.
  - Jon Rønningen, lutteur norvégien, double champion olympique.
- 1963 : Thierry Paulin, tueur en série français († 16 avril 1989).
- 1964 : Naoto Hori, footballeur japonais.
- 1965 : Matthews Derrick « Matt » Williams, joueur de baseball américain.
- 1967 : Anna Nicole Smith, actrice et mannequin américaine († 8 février 2007).
- 1968 :
  - Ken (ja) (Ken Kitamura / 北村 健 dit), musicien et chanteur-compositeur japonais.
  - Dawn Robinson, chanteuse américaine du groupe En Vogue.
- 1970 : Édouard Philippe, haut-fonctionnaire et homme politique français, Premier ministre de la France de 2017 à 2020.
- 1974 :
  - Apl.de.ap (Allen Pineda Lindo dit), chanteur américain du groupe The Black Eyed Peas.
  - José Luis Moreno, matador espagnol.
- 1977 : Fabio Grosso, footballeur italien.
- 1978 :
  - Aimee Garcia, actrice américaine.
  - Mehdi Nafti (مهدي النّفطي), footballeur tunisien.
- 1979 :
  - Chamillionaire (Hakeem Seriki dit), rappeur et compositeur américain.
  - Daniel Henney, acteur américano-coréen.
- 1981 :
  - Louise Bourgoin (Ariane Louise Bourgoin dite), miss météo billetiste de télévision puis actrice bretonne et française.
  - Moyindo Mpongo, acteur congolais.
- 1982 :
  - Leandro Barbosa, basketteur brésilien.
  - Jean-Claude Draza, homme politique de la République démocratique du Congo.
  - Nicolas Lunven, navigateur français.
- 1983 : Édouard Roger-Vasselin, joueur de tennis français.
- 1984 :
  - Andrew Bogut, basketteur australien.
  - Marc-André Fleury, joueur de hockey sur glace québécois.
  - Trey Songz (Tremaine Aldon Neverson dit), chanteur américain.
  - Mary Elizabeth Winstead, actrice américaine.
- 1985 :
  - Evgueni Alekseïev, joueur d'échecs russe.
  - Maksym Averin, coureur cycliste ukrainien d'origine azérie, fils d'Alexandre Averine.
  - Brayan Beckeles, footballeur hondurien.
  - Douglas Csima, rameur d'aviron canadien.
  - Guillermo Fayed, skieur alpin français d'origine espagnole.
  - Santiago Fernández, joueur de rugby argentin.
  - Esha Gupta, actrice indienne.
  - Michael Kostka, joueur canadien de hockey sur glace.
  - Lefa (Karim Fall dit), rappeur français.
  - Emma Lincoln-Smith, skeletoneuse australienne.
  - Abner Mares, boxeur mexicain.
  - Caitlin McClatchey, nageuse britannique.
  - Landry N'Guemo, footballeur camerounais.
  - Álvaro Pereira, footballeur uruguayen.
  - Rasmussen (Jonas Rasmussen dit), chanteur danois.
  - Magdolna Rúzsa, chanteuse hongroise.
  - Shy'm (Tamara Marthe dite), chanteuse française.
- 1986 : 
  - Benjamin Brou Angoua, footballeur ivoirien.
  - Prateik Babbar, acteur indien.
  - Dmitri Chestak, volleyeur russe.
  - Maksim Chpilev, volleyeur russe.
  - Mouhamadou Dabo, footballeur français.
  - Taurean Green, joueur américano-géorgien de basket-ball.
  - Edyta Jasińska, coureuse cycliste polonaise.
  - Adam Legzdins, footballeur anglo-letton.
  - Magdalena Piekarska, escrimeuse polonaise.
  - Nick Proschwitz, footballeur allemand.
  - Max Rose, homme politique américain.
  - Johnny Simmons, acteur américain.
  - Esther Smith, actrice anglaise.
  - Alfred Yego, athlète kenyan.
- 1987 : Karen Gillan, actrice écossaise.
- 1988 : 
  - Kaddour Beldjilali, footballeur algérien.
  - Arnold Bouka Moutou, footballeur congolais.
  - Joey Cole, acteur anglais.
  - Paul de la Cuesta, skieur alpin espagnol
  - Ritchie De Laet, footballeur belge.
  - Hiroki Fujiharu, footballeur japonais.
  - Yami Gautam, actrice indienne.
  - Mérédis Houmounou, joueur de basket-ball français.
  - Daniel Kirkpatrick, joueur australien de rugby.
  - Sunday Mba, footballeur nigérian.
  - Anne Montel, illustratrice française.
  - Lloyd Palun, footballeur gabonais.
  - Scarlett Pomers, actrice américaine.
  - René Holten Poulsen, kayakiste danois.
  - Christy Prior, snowboardeuse néo-zélandaise.
  - Kevin Quackenbush, joueur de baseball américain.
  - Adrián Rodríguez, acteur espagnol.
  - Anthony Soares, footballeur américano-italien.
  - Milène Tournier, poétesse française.
- 1989 : 
  - Elyzaveta Bryzhina, athlète ukrainienne.
  - Taylor Davis, joueur de baseball américain.
  - Josh Magette, joueur de basket-ball américain.
  - Jesús Montero, joueur de baseball vénézuélien.
  - Moussa Petit Sergent, humoriste burkinabé.
  - Ángel Sánchez, joueur de baseball américain.
  - D.J. Seeley, joueur de basket-ball américain.
  - Tomi Tuuha, gymnaste finlandais.
- 1990 : 
  - Dedryck Boyata, footballeur belge.
  - Edis, chanteur turc.
- 1996 : Isaïa Cordinier, basketteur français.
- 1998 : Clara Mateo, footballeuse française.

## Décès

### VIIIesiècle
- 741 : Grégoire III, pape en fonction de 731 à 741 (° date inconnue).

### XIesiècle
- 1058 : Casimir Ier, roi de Pologne de 1039 à 1058 (° 26 juillet 1016).

### XIIesiècle
- 1170 : 
  - Owain Gwynedd, prince gallois (° vers 1100).
  - Frédéric V de Souabe, duc de Souabe (° 6 juillet 1164).

### XVIIesiècle
- 1667 : Jean de Thévenot, explorateur, botaniste et écrivain français (° 16 juin 1633).
- 1680 : Gian Lorenzo Bernini, sculpteur, peintre et architecte originaire des États pontificaux (° 7 décembre 1598).
- 1694 : Matsuo Bashō (松尾 芭蕉), poète japonais (° 1644).
- 1698 : Louis de Buade de Frontenac, militaire français (° 12 mai 1622).

### XVIIIesiècle
- 1721 : Louis Dominique Cartouche, brigand français (° 1693).
- 1794 : Friedrich Wilhelm von Steuben, officier prussien (° 17 septembre 1730).

### XIXesiècle
- 1815 : Johann Peter Salomon, compositeur allemand (° 20 février 1745).
- 1838 : Solomon Wiseman, bagnard, marchand et passeur britannique (° 16 avril 1777).
- 1852 : Ludger Duvernay, imprimeur canadien (° 22 janvier 1799).
- 1859 : Washington Irving, romancier américain (° 3 avril 1783).
- 1870 : Frédéric Bazille, peintre français (° 6 décembre 1841).
- 1871 : Louis Rossel, homme politique français (° 9 septembre 1844).
- 1872 : Mary Somerville, écrivain scientifique britannique (° 26 décembre 1780).
- 1878 : Emmanuel de Crussol, 12e duc d'Uzès (° 18 janvier 1840).
- 1886 : 
  - Constant Cornelis Huijsmans, peintre et pédagogue néerlandais (° 1er janvier 1810).
  - Charles-Jean Seghers, évêque et missionnaire belge (° 26 décembre 1839).
- 1899 : la Castiglione (Virginia Elisabetta Luisa Carlotta Antonietta Teresa Maria Oldoïni dite), espionne et courtisane italienne (° 23 mars 1837).

### XXesiècle
- 1907 : Stanisław Wyspiański, architecte, dramaturge, poète et peintre polonais (° 15 janvier 1869).
- 1939 : James Naismith, médecin canadien, inventeur du basket-ball (° 6 novembre 1861).
- 1944 : Jean-Paul Sac, un résistant français mort à 16 ans (° 14 décembre 1927).
- 1945 : Dwight Davis, joueur de tennis et homme politique américain (° 5 juillet 1879).
- 1947 : Philippe Leclerc de Hauteclocque, militaire français, maréchal de France (° 22 novembre 1902).
- 1954 : 
  - Enrico Fermi, physicien italien, prix Nobel de physique en 1938 (° 29 septembre 1901).
  - María Goyri, écrivaine féministe et universitaire basque (° 29 août 1873).
- 1960 : Richard Wright, écrivain américain (° 4 septembre 1908).
- 1962 : Wilhelmine, reine des Pays-Bas de 1890 à 1948 (° 31 août 1880).
- 1968 : Enid Blyton, romancière britannique (° 11 août 1897).
- 1969 : Jose Maria Arguedas, écrivain et anthropologue péruvien (° 18 janvier 1911).
- 1971 : Wasfi Tall (وصفي التل), homme politique jordanien, Premier ministre de Jordanie de 1962 à 1963, de 1965 à 1967 et de 1970 à 1971 (° 19 janvier 1919).
- 1972 : 
  - Roger Bontems, ancien parachutiste (° 20 septembre 1936)
  - Claude Buffet, ancien légionnaire (° 19 mai 1933)
  - Havergal Brian, compositeur britannique (° 29 janvier 1876).
- 1973 : Marthe Bibesco, écrivaine franco-roumaine (° 28 janvier 1886).
- 1976 : Rosalind Russell, actrice américaine (° 4 juin 1907).
- 1980 : 
  - Keith Caldwell, as et militaire néo-zélandais (° 16 octobre 1895).
  - Christia Sylf (Christiane Léonie Adélaïde Richard dite), écrivaine française (° 28 septembre 1924).
- 1981 : Lotte Lenya (Karoline Wilhelmine Charlotte Blamauer dite), actrice et chanteuse autrichienne (° 18 octobre 1898).
- 1982 : Hélène de Grèce (Ελένη της Ελλάδας), fille du roi Constantin Ier, reine de Roumanie de 1940 à 1947, mère du roi Michel Ier (° 2 mai 1896).
- 1987 (ou 23 novembre) : Philippe Erlanger, haut fonctionnaire et historien français (° 11 juillet 1903).
- 1989 : Ernesto Civardi, prélat italien (° 21 octobre 1906).
- 1990 : Władysław Rubin, prélat polonais (° 20 septembre 1917).
- 1993 : 
  - Siegfried Horn, archéologue allemand (° 17 mars 1908).
  - Garry Moore (Thomas Garrison Morfit III dit), humoriste et animateur de télévision américain (° 31 janvier 1915).
- 1994 : 
  - Jeffrey Dahmer, tueur en série américain (° 21 mai 1960).
  - Jerry Rubin, activiste américain (° 4 juillet 1938).
- 1997 : 
  - Corneliu Baba, peintre roumain (° 18 novembre 1906).
  - Mounir Bachir, joueur de oud irakien (° 1930).
  - Thomas Evenson, athlète de fond britannique (° 9 janvier 1910).
  - Georges Marchal, comédien français (° 10 janvier 1920).
- 1998 : 
  - Rita Hester, femme transsexuelle afro-américaine (° 30 novembre 1963).
  - Gustave Kouassi Ouffoué, homme politique ivoirien (° 1941).
  - Maurice Seynaeve, coureur belge de cyclo-cross (° 31 janvier 1907).

### XXIesiècle
- 2001 : William Xavier Kienzle, écrivain américain (° 11 septembre 1928).
- 2005 :
  - Jean Falala, homme politique français, ancien maire de Reims (° 2 mars 1929).
  - Tony Meehan, musicien britannique (° 2 mars 1943).
- 2006 : 
  - Max Merkel, footballeur autrichien (° 7 décembre 1918).
  - Lioubov Polichtchouk, actrice russe (° 21 mai 1949).
  - Primo Volpi, cycliste sur route italien (° 26 avril 1916).
- 2007 : Frédéric « Fred » Chichin, musicien français du duo et couple Les Rita Mitsouko (° 29 avril 1954).
- 2009 : Gilles Carle, réalisateur et scénariste canadien (° 31 juillet 1928).
- 2010 : Leslie Nielsen, acteur canadien (° 11 février 1926).
- 2013 : Jean-Louis Roux, acteur, metteur en scène et homme politique québécois (° 18 mai 1923).
- 2015 : Xosé Chao Rego (gl), théologien et écrivain galicien (espagnol, ° 23 avril 1932).
- 2016 :
  - Ananias, footballeur brésilien (° 29 janvier 1989).
  - Matheus Biteco, footballeur brésilien (° 28 juin 1995).
  - Dener Assunção Braz, footballeur brésilien (° 28 juin 1991).
  - Mateus Caramelo, footballeur brésilien (° 18 août 1994).
  - Victorino Chermont, journaliste sportif brésilien (° 24 avril 1973).
  - Ailton Cesar Junior Alves da Silva, footballeur brésilien (° 18 novembre 1994).
  - Lucas Gomes da Silva, footballeur brésilien (° 29 mai 1990).
  - Marcelo Augusto Mathias da Silva, footballeur brésilien (° 26 août 1991).
  - Gil, footballeur brésilien (° 3 septembre 1987).
  - Gimenez, footballeur brésilien (° 18 juin 1995).
  - Ioánnis Grívas (Ιωάννης Γρίβας), homme politique grec, Premier ministre de la Grèce en 1989 (° 23 février 1923).
  - Josimar, footballeur brésilien (° 18 août 1986).
  - Caio Júnior, footballeur puis entraîneur brésilien (° 8 mars 1965).
  - Kempes, footballeur brésilien (° 3 août 1982).
  - Filipe Machado, footballeur brésilien (° 13 mars 1984).
  - Arthur Maia, footballeur brésilien (° 13 octobre 1992).
  - Bruno Rangel, footballeur brésilien (° 11 décembre 1991).
  - Sérgio Manoel Barbosa Santos, footballeur brésilien (° 8 septembre 1989).
  - Cléber Santana, footballeur brésilien (° 27 juin 1981).
  - Tiaguinho, footballeur brésilien (° 4 juin 1994)
  - Mark Taïmanov (Марк Евгеньевич Тайманов), joueur d'échecs soviétique puis russe (° 7 février 1926).
  - Thiego, footballeur brésilien (° 22 juillet 1986).
- 2017 : 
  - Patrícia Gabancho i Ghielmetti, journaliste et écrivaine espagnole d'expression catalane (° 29 septembre 1952).
  - Shadia, chanteuse et actrice égyptienne (° 8 février 1931).
  - Michel Verret, philosophe et sociologue français (° 6 novembre 1927).
  - Zdeněk Šreiner, footballeur tchécoslovaque et tchèque (° 2 juin 1954).
- 2018 : 
  - Roger Cans, journaliste et écrivain français (° 7 février 1945).
  - Mark Farrell, joueur de tennis britannique (° 6 mai 1953).
  - Masahiko Katsuya, éditorialiste, photographe et polémiste japonais (° 6 décembre 1960).
  - Andrea Milani Comparetti, mathématicien et astronome italien (° 19 juin 1948).
  - Robert Morris, sculpteur et peintre américain (° 9 février 1931).
  - Siegfried Vollrath, footballeur et ensuite entraîneur est-allemand puis allemand (° 1er septembre 1928).
- 2019 :
  - Ernest Cabo, évêque français (° 15 décembre 1932).
  - Padú del Caribe, musicien arubéen et néerlandais (° 26 avril 1920).
  - Grethe G. Fossum, femme politique norvégienne (° 1er novembre 1945).
  - Lucien Jacob, homme politique français (° 3 juillet 1930).
  - Endel Taniloo, sculpteur soviétique puis estonien (° 5 janvier 1923).
  - Pim Verbeek, entraîneur de football néerlandais (° 12 mars 1956).
- 2020 : 
  - Philippe Clair, cinéaste français (° 14 septembre 1930).
  - Roger Fite, rugbyman à XV (° 13 octobre 1938).
  - David Prowse, culturiste et acteur britannique (Dark Vador, au cinéma) (° 1er juillet 1935).
  - Jean-Louis Servan-Schreiber dit parfois J.L.S.S. journaliste, patron de presse, et essayiste français (° 31 octobre 1937).
- 2021 : 
  - Justo Gallego Martínez dit Don Justo, maçon autodidacte, architecte naïf et sculpteur brut espagnol d'une « cathédrale ».
- 2022 : 
  - Bernard Crettaz, sociologue et ethnologue suisse (° 29 mai 1938).
  - Cliff Emmich, acteur américain (° 13 décembre 1936).
  - Clarence Gilyard, acteur, réalisateur et producteur de cinéma américain (° 24 décembre 1955).
  - Ramsay MacMullen, historien américain (° 3 mars 1928).
  - Donald McEachin, homme politique américain (° 10 octobre 1961).
  - Oh Taeseok, auteur de comédies dramatiques sud-coréen (° 11 octobre 1941).
  - Rajko Petrov Nogo (Рајко Петров Ного), poète, essayiste, académicien ès sciences et arts et homme politique yougoslave puis serbo-bosnien (° 13 mai 1945).
  - Torben Rechendorff, homme politique danois (° 1er avril 1937).
  - Nello Sbaïz, footballeur italien (° 8 mai 1941).
  - Aragaki Takeshi, joueur de go japonais (° 4 juin 1956).
  - Tōru Watanabe, acteur et chanteur japonais (° 12 mai 1961).
- 2023 : 
  - James Douglas-Hamilton, homme politique écossais (° 31 juillet 1942).
  - Charlie Munger, homme d'affaires américain (° 1er janvier 1924).
  - Roland Orépük, peintre et graphiste français (° 23 juillet 1950).
- 2024 : Prince Johnson, homme politique libérien (° 6 juillet 1952).

## Célébrations

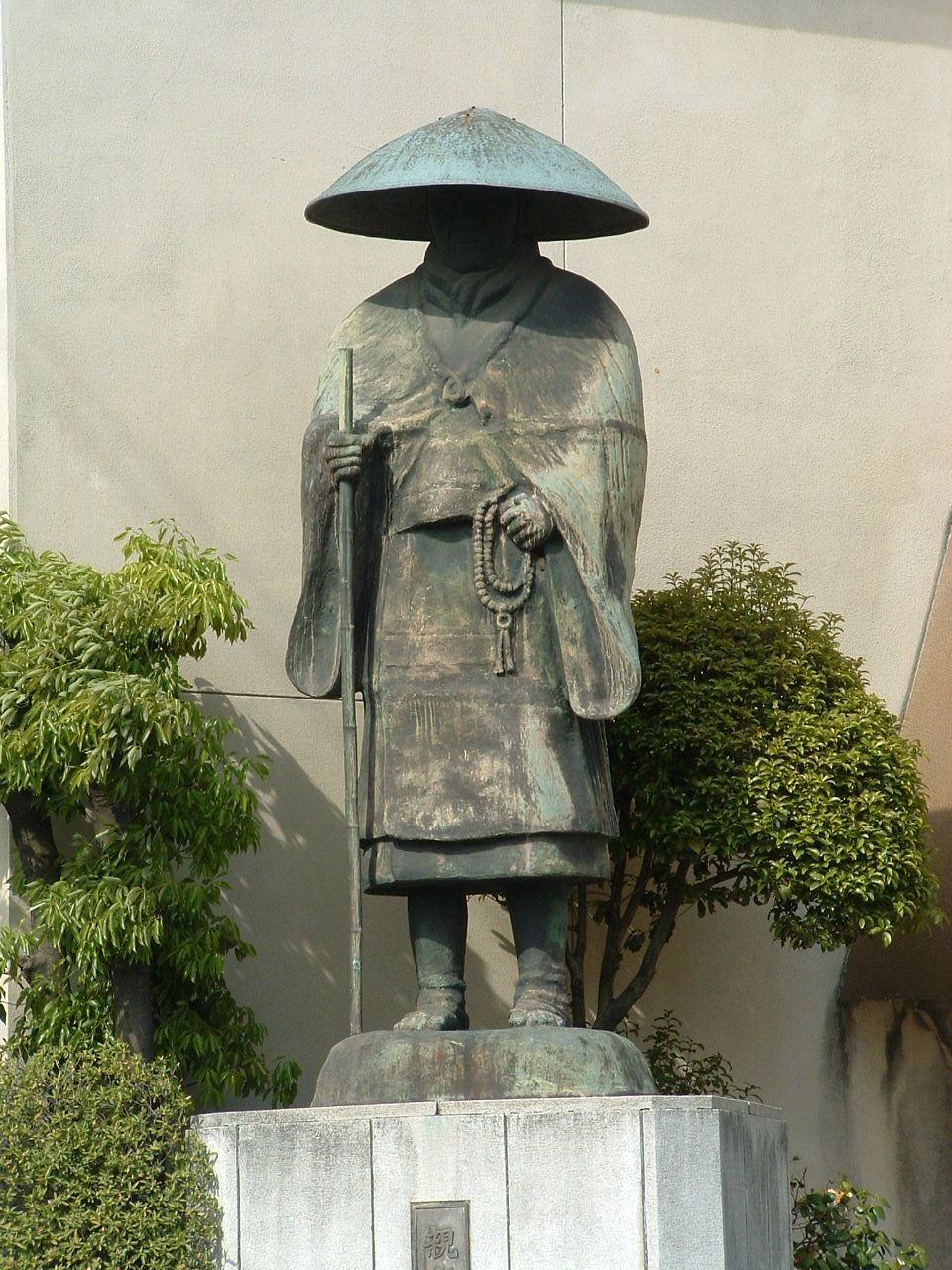
Shinran

- Albanie (Europe) : fête nationale commémorant son indépendance face à l'Empire ottoman en 1912.
- France : journée nationale de la santé à domicile depuis 2018.
- Mauritanie : fête nationale commémorant la proclamation de son indépendance vis-à-vis de la France en 1960.
- Panama : fête nationale commémorant la proclamation de son indépendance vis-à-vis de l'Empire espagnol en 1821.
- Tchad : jour de la République[10] commémorant la proclamation de son indépendance vis-à-vis de la France en 1958.
- Pas de journée internationale répertoriée pour cette date.

### Célébrations religieuses
- Bahaïsme : ascension d''Abbâs Effendi commémorant sa mort en 1921.
- Jōdo shinshū : fête en mémoire de son fondateur Shinran à Hōonkō au Japon (illustration ci-contre).
- Christianisme : mémoire du patriarche Jean III de Jérusalem comme la veille 27 novembre, avec lectures de Héb. 13, 22-25 et de Jn 10, 17-21 dans le lectionnaire de Jérusalem.

### Saints chrétiens

#### Catholiques et orthodoxes
- Étienne le Jeune († entre 756 et 766), ermite et martyr.
- Hilaire et Quiéta — († 450), époux, qui vécurent et moururent à Dijon, unis par une tendre affection.
- Irénarque de Sébaste (IVe siècle), martyr.
- Pampinien de Vite († années 430), évêque de Vita, en Byzacène (Afrique romaine) ; il est martyrisé par les Vandales ariens.
- Philippe de Vienne († 580), évêque.
- Pampinien de Vite et Mansuet d'Urusi († 430 ou 431), évêques et martyrs[13].
- Sosthène (en) († Ier siècle ap. voire ° un peu av. J.-C.), chef de la synagogue de Corinthe voire Colophon qui aurait laissé parler Saint Paul dont il fut un disciple, d'après un épisode des Actes des apôtres du Nouveau Testament biblique[14].
- Théodora de Rossano († 980), abbesse près de Rossano, en Calabre (Italie du sud)[15].

#### Saints ou bienheureux catholiques
- André Trân Van Trông († 1835), laïc, catéchiste, mort en martyr.
- Calimer de Montechiero († 1521), bienheureux dominicain italien.
- Catherine Labouré  († 1876), religieuse française, fille de la Charité[16].
- Jacques de la Marche († 1476), né à Monteprandone, dans les Marches italiennes, entré chez les franciscains.
- Jacques Thompson († 1582), bienheureux prêtre anglais martyr.
- Louis Campos Gorriz († 1936), bienheureux laïc espagnol - martyr lors de la guerre d'Espagne.
- Mariano Adradas Gonzalo († 1936), bienheureux prêtre espagnol - martyr lors de la guerre d'Espagne.

#### Saints orthodoxes
- Païssij Velitchkovskij († 1794), moine moldave.
- Théodore († 1394), archevêque de Rostov, frère aîné de Serge de Radonège, iconographe fondateur du monastère de la Dormition.

## Traditions et superstitions

### Dictons
- « À la Saint-Sosthène, les poules sur le chemin ne trouvent plus de graines. »[17]
- « À Saint-Sosthène, il y a des chrysanthèmes. »[18]

### Astrologie
- Signe du zodiaque : 6e jour du Sagittaire.

## Toponymie
Les noms de plusieurs voies, places, sites ou édifices de pays ou régions francophones contiennent cette date sous diverses graphies : voir Vingt-Huit-Novembre .